# 巴明吉-班戈兰省
巴明吉-班戈兰省 （法語：Prefecture de la Bamingui-Bangoran）是中非共和国16省之一，首府恩代莱 。该省与乍得接壤。該省面积为58,200平方公里，根據2003年人口普查，人口为38,437人。人口密度為0.66/km²，為全国最低。